# Brunswick News
Brunswick News Inc. est un groupe de presse canadien basé à Moncton, au Nouveau-Brunswick.
Brunswick News emploie plus de 600 personnes et possède divers journaux de langues anglaise et française à travers la province.
En février 2022, J.D. Irving Ltd. annonce qu'elle vend Brunswick News Inc. à Postmedia.

## Quotidiens
Les trois quotidiens sont tous de langue anglaise :
- Telegraph-Journal : Saint-Jean ;
- Times & Transcript : Moncton ;
- The Daily Gleaner : Fredericton.

Brunswick News imprime aussi L'Acadie nouvelle de Caraquet mais la rédaction est toujours la responsabilité d'Acadie Média.

## Hebdomadaires
Certains des hebdomadaires sont en anglais, d'autres en français :
- The Tribune (anglais) : Campbellton
- The Bugle-Observer (anglais) : Woodstock
- Kings County Record (anglais) : Sussex
- Miramichi Leader (anglais) : Miramichi
- The Northern Light (anglais) : Bathurst

Brunswick News publie également des hebdomadaires gratuits :
- Le Madawaska (français) : Edmundston
- The Victoria Star (Anglais) : Woodstock
- This Week (Anglais) : Moncton
- The Current (Anglais) : Saint-Jean
- L'Étoile (français) : Provincial (sous catégories : Chaleur, Péninsule, Sud-Est)
- Here (anglais) : Moncton, Saint-Jean et Fredericton
- The Weekender
- MoneySaver

## Controverses
Brunswick News était une propriété du conglomérat de compagnies Irving. Ses journaux étaient souvent critiqués pour impartialité, notamment dans des dossiers visant la famille Irving. Ces critiques étaient d'autant plus fortes que le groupe était le seul à publier les quotidiens de langue anglaise au Nouveau-Brunswick.